# Lisimaca
Lisimaca (o Lisimache) (in greco antico Λυσιμάχη Lüsimàkhē) o Lisianassa o Eurinome  è un personaggio della mitologia greca, era la figlia di Abante (o di Polibo di Sicione secondo un'altra versione del mito) ed era la moglie di Talao, da cui ebbe Adrasto e Pronace.

## Mitologia
Fu madre di Aristomaco, il padre di Ippomedonte. Le notizie su Lisimaca sono state raccolte da Apollodoro di Atene.
Storicamente Pausania parla di una Lisimaca-Lisistrata, sacerdotessa ateniese di Minerva.